# 西蒙·弗朗西斯
施蒙·查理斯·法蘭西斯（英語：Simon Charles Francis，1985年2月16日—）是一名英格蘭足球員，場上司職後衛，出身巴拉福特青訓系統。

## 生平
雖然在诺丁汉出生及成長，法蘭西斯先後被兩支本地球隊諾定咸森林和諾士郡放棄，惟獲巴拉福特賞識，以學徒球員身份加盟。先後效力錫菲聯和修安聯，亦曾以借用身份短暫效力甘士比和燦美爾。2010年夏季以自由身投效查爾頓。
2011年11月法蘭西斯以先借後賣形式從查爾頓加盟般尼茅夫。

## 外部連結
- 足球数据库：Simon Francis的球员统计数据